# جيمس توماس فيلدز
جيمس توماس فيلدز (بالإنجليزية: James Thomas Fields)‏ هو صحفي وشاعر أمريكي، ولد في 31 ديسمبر 1817 في بورتسموث في الولايات المتحدة، وتوفي في 24 أبريل 1881 في بوسطن في الولايات المتحدة.

## وصلات خارجية
- جيمس توماس فيلدز على موقع الموسوعة البريطانية (الإنجليزية)
- جيمس توماس فيلدز على موقع إن إن دي بي (الإنجليزية)